# Kanton Landerneau
Kanton Landerneau (fr. Canton de Landerneau) je francouzský kanton v departementu Finistère v regionu Bretaň. Skládá se z osmi obcí.

## Obce kantonu
- Dirinon
- La Forest-Landerneau
- Landerneau
- Pencran
- Plouédern
- Saint-Divy
- Saint-Thonan
- Trémaouézan